# Philip Ettinger
Philip Ettinger (Fair Lawn, 8 settembre 1985) è un attore statunitense.

## Biografia
Nato l'8 settembre 1985 da una famiglia ebrea a Fair Lawn, nel New Jersey, Ettinger ha frequentato la Fair Lawn High School, dove è stato membro del club di recitazione Masques. Ha iniziato a studiare regia cinematografica all'Emerson College di Boston, Massachusetts.

## Filmografia parziale

### Cinema
- Twelve, regia di Joel Schumacher (2010)
- The Brooklyn Brothers Beat the Best, regia di Ryan O'Nan (2011)
- Compliance, regia di Craig Zobel (2012)
- Sleepwalk with Me, regia di Mike Birbiglia (2012)
- The Maid's Room, regia di Michael Walker (2013)
- Chu and Blossom, regia di Charles Chu e Gavin Kelly (2014)
- Anesthesia, regia di Tim Blake Nelson (2015)
- Indignazione (Indignation), regia di James Schamus (2016)
- One Percent More Humid, regia di Liz W. Garcia (2017)
- I pirati della Somalia (The Pirates of Somalia), regia di Bryan Buckley (2017)
- First Reformed - La creazione a rischio (First Reformed), regia di Paul Schrader (2017)
- Cell Block 99 - Nessuno può fermarmi (Brawl in Cell Block 99), regia di S. Craig Zahler (2017)
- November Criminals, regia di Sacha Gervasi (2017)
- Tyrel, regia di Sebastián Silva (2018)
- The Evening Hour, regia di Braden King (2020)
- Viena and the Fantomes, regia di Gerardo Naranjo (2020)
- Manodrome, regia di John Trengove (2023)
- Little Brother, regia di Sheridan O'Donnell (2023)
- Wildcat, regia di Ethan Hawke (2023)
- My First Film, regia di Zia Anger (2024)

### Televisione
- Law & Order - Unità vittime speciali (Law & Order: Special Victims Unit) - serie TV, episodio 10x06 (2008)
- The Closer - serie TV, episodio 5x11 (2009)
- The Good Wife - serie TV, episodio 5x03 (2013)

## Doppiatori italiani
Nelle versioni in italiano delle opere in cui ha recitato, Michael Arden è stato doppiato da:
- Flavio Aquilone in Law & Order - Unità vittime speciali
- Alessio Nissolino in The Closer
- Gabriele Sabatini in November Criminals
- Fabio Gervasi in Cell Block 99 - Nessuno può fermarmi